# Volver (tango)
«Volver» es una canción de tango compuesta en 1934 por el cantante y músico Carlos Gardel (1890-1935) y por el poeta Alfredo Le Pera (1900-1935).
Gardel la interpretó en la película El día que me quieras, filmada en enero de 1935, apenas meses antes de su muerte. En lugar de realizar un doblaje en posproducción, como era habitual en las filmaciones cinematográficas, la canción está grabada en vivo.
El título de la película de Pedro Almodóvar Volver (2006) está inspirado en este tango. La canción es, además, cantada en una escena del film.

## Letra
Yo adivino el parpadeo

de las luces que a lo lejos,

van marcando mi retorno.

Son las mismas que alumbraron,

con sus pálidos reflejos,

hondas horas de dolor.

Y aunque no quise el regreso,

siempre se vuelve al primer amor.

La quieta calle donde el eco dijo:

"Tuya es su vida, tuyo es su querer",

bajo el burlón mirar de las estrellas

que con indiferencia hoy me ven volver.

Volver,

con la frente marchita,

las nieves del tiempo

platearon mi sien.

Sentir, que es un soplo la vida,

que veinte años no es nada,

que febril la mirada

errante en las sombras

te busca y te nombra.

Vivir,

con el alma aferrada

a un dulce recuerdo,

que lloro otra vez.

Tengo miedo del encuentro

con el pasado que vuelve

a enfrentarse con mi vida.

Tengo miedo de las noches

que, pobladas de recuerdos,

encadenen mi soñar.

Pero el viajero que huye,

tarde o temprano detiene su andar.

Y aunque el olvido que todo destruye,

haya matado mi vieja ilusión,

guarda escondida una esperanza humilde,

que es toda la fortuna de mi corazón.

## Temas
La canción aborda la temática del regreso al lugar de origen tras una larga ausencia, explorando sentimientos de nostalgia, melancolía y reflexión. El protagonista de la letra regresa después de veinte años y se enfrenta a los recuerdos del pasado, y a la transformación personal que ha sufrido con el tiempo. La frase "que veinte años no es nada" se ha vuelto emblemática, destacando la fugacidad del tiempo.

## Versiones
- Hugo del Carril, fue grabado para la película "La vida de Carlos Gardel" (1939).
- Aníbal Troilo y Astor Piazzolla, publicado en el disco Tango Master Collection de 1970.
- Plácido Domingo, publicado en el disco Placido Domingo sings tangos de 1981.
- Roberto Goyeneche, publicado en el disco El polaco por dentro de 1985.
- Roberto Carlos, publicado en el disco Roberto Carlos ‘88 de 1988.
- Eugenia León, publicado en el disco Tangos de 1995.
- Julio Iglesias, publicado en el disco Tango de 1996.
- Martirio, publicado en el disco Flor de piel de 1999.
- Luis Miguel, publicado en el disco Mis romances de 2001.
- Simón Díaz (1928-2014), en su disco titulado "Tangos" (2002).
- Andrés Calamaro, publicado en el disco El cantante de 2004.
- Vicente Seguí, publicado en el disco Gardel Mediterráneo de 2006.
- Estrella Morente, en 2006, para la película Volver, de Pedro Almodóvar. La actriz Penélope Cruz la interpreta mediante playback.[4]
- Raphael, publicado en el disco Te llevo en el corazón de 2010.
- Mango, publicado en el disco La terra degli aquiloni de 2011.[5]
- Los Caligaris, publicado en el disco "Canciones para armar" de 2013
- Vicente Fernández, publicado en el disco Mano a mano tangos de 2014.
- Juan María Solare, en el disco Gardel al piano de 2014[6]
- Il Divo, el cuarteto vocal de cantantes masculinos; el tenor suizo Urs Bühler, el barítono español Carlos Marín, el tenor estadounidense David Miller y el cantante pop francés Sebastién Izambard, junto con el productor colombiano ganador de múltiples premios Grammy Latinos Julio Reyes Copello, grabaron la canción para el álbum Amor & pasión de Il Divo en 2015.[7]
- Juanes, en 2016.[8]
- Burning Caravan, en su disco "Las historias de los hombres" de 2016.
- Ana Guerra, en la gala final de Operación Triunfo 2017.
- Marisol Redondo, en su álbum titulado Volver, grabado en los estudios de la productora Little Big Beat (Liechtenstein), publicado el 4 de junio de 2019. En dicha interpretación, la artista uruguaya viene acompañada por el pianista argentino Seba Noya, el bandoneonista italiano Simone Tolomeo y el contrabajista húngaro Sándor Török.
- Estrella Morente en la gala 6 de Operación Triunfo 2020, junto a una concursante llamada Nia, añadió unos versos taurinos sin avisar a nadie, causando controversia en el público.
- Juanes, publicado en el disco Origen de 2021.